# Lijst van voetbalinterlands Azerbeidzjan - Letland
Deze lijst van voetbalinterlands is een overzicht van alle officiële voetbalwedstrijden tussen de nationale teams van Azerbeidzjan en Letland. De voormalige Sovjet-republieken speelden tot op heden vijf keer tegen elkaar. De eerste ontmoeting, een vriendschappelijk wedstrijd, werd gespeeld in Riga op 19 augustus 1997. Het laatste duel, eveneens een vriendschappelijke wedstrijd, vond plaats op 7 juni 2025 in de Letse hoofdstad.

## Wedstrijden
| № | Plaats   | Datum            | Competitie        | Wedstrijd              | Uitslag |
| - | -------- | ---------------- | ----------------- | ---------------------- | ------- |
| 1 | Riga     | 19 augustus 1997 | Vriendschappelijk | Letland – Azerbeidzjan | 0 – 0   |
| 2 | Riga     | 6 juli 2002      | Vriendschappelijk | Letland – Azerbeidzjan | 0 – 0   |
| 3 | Riga     | 6 juni 2004      | Vriendschappelijk | Letland – Azerbeidzjan | 2 – 2   |
| 4 | Riga     | 9 juni 2018      | Vriendschappelijk | Letland − Azerbeidzjan | 1 − 3   |
| 5 | Ta' Qali | 29 maart 2022    | Vriendschappelijk | Azerbeidzjan − Letland | 0 − 1   |
| 6 | Riga     | 7 juni 2025      | Vriendschappelijk | Letland − Azerbeidzjan | 0 − 0   |

## Samenvatting
| Competitie        | Totaal gespeeld | Winst Azerbeidzjan | Gelijk | Winst Letland | Doelsaldo Azerbeidzjan – Letland |
| ----------------- | --------------- | ------------------ | ------ | ------------- | -------------------------------- |
| Vriendschappelijk | 6               | 1                  | 4      | 1             | 5 − 4                            |
| Totaal            | 6               | 1                  | 4      | 1             | 5 − 4                            |

Wedstrijden bepaald door strafschoppen worden, in lijn met de FIFA, als een gelijkspel gerekend.

## Details

### Eerste ontmoeting
| Vriendschappelijk (Riga, Letland, 19 augustus 1997): |       |              |
| Letland                                              | 0 – 0 | Azerbeidzjan |
|                                                      | goals |              |

### Tweede ontmoeting
| Vriendschappelijk (Riga, Letland, 6 juli 2002): |       |              |
| Letland                                         | 0 – 0 | Azerbeidzjan |
|                                                 | goals |              |